# HD 40282
HD 40282，又名BD+01 1168，SAO 113306、HR 2093，是一颗恒星，视星等为6.22，位于銀經205.64，銀緯-11.31，其B1900.0坐标为赤經5h 52m 44.4s，赤緯+1° -11.31′ 46″。